# Uova strapazzate
Le uova strapazzate sono un piatto molto diffuso a base di uova, tipicamente di gallina. Il piatto consiste nel miscelare tra loro l'albume e il tuorlo dell'uovo per poi friggerlo in olio caldo rompendo (strapazzare, sbattere e girare con forchetta) la coagulazione del preparato.

## Preparazione

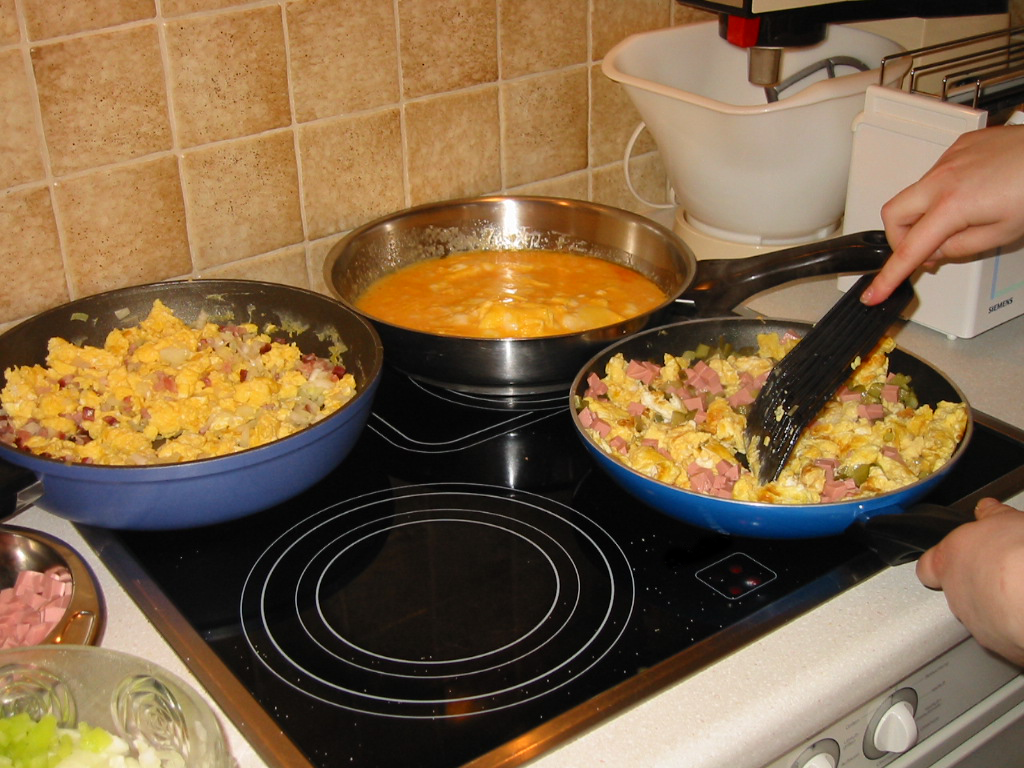
Preparazione delle uova strapazzate con cubetti di carne.

La preparazione delle uova strapazzate permette numerose varianti grazie all'aggiunta di ulteriori ingredienti. La ricetta classica prevede che le uova vengano sbattute crude, miscelando omogeneamente albume e tuorlo. Alla miscela vengono poi aggiunti vari ingredienti secondari, come brodo, panna, latte, burro, semplice acqua o olio in modo da ottenere una mistura più soffice. In genere si aggiungono circa due cucchiai (30 ml) di liquido per uovo. Sale, pepe o altri aromi possono essere aggiunti per aggiustarne il sapore.
Il preparato viene poi posto in una padella preriscaldata su un forno a gas a fiamma bassa rompendo, e quindi strapazzando, la coagulazione rigirando il tutto con un cucchiaio di legno. Questo procedimento di strapazzatura delle uova, effettuato in modo continuo ed omogeneo, permette il raggiungimento della consistenza soffice e cremosa alla base della ricetta. Una volta che il grosso della parte liquida si è solidificato si usa aggiungere ingredienti come prosciutto, erbe o formaggio per incorporarli nella mistura di uova.
Un altro modo per cuocere le uova, a temperatura inferiore, è la cottura a bagnomaria descritta dal noto cuoco francese Auguste Escoffier. Questo metodo non necessita dei continui aggiustamenti a cui viene invece sottoposta la cottura tradizionale, prevenendo inoltre l'imbrunimento delle uova dato dall'eccessivo calore della fiamma diretta. Questo metodo veniva spesso utilizzato nelle cucine agli inizi del Novecento, ma venne presto abbandonato a causa dell'eccessivo tempo di cottura che richiedeva. Varie ricette dietetiche prevedono invece la preparazione del piatto tramite il solo utilizzo dell'albume dell'uovo, notoriamente molto più magro del tuorlo che invece contiene la maggior parte dei grassi e del colesterolo.
È possibile inoltre cuocere il preparato tramite un forno a microonde, scaldando la mistura in modo discontinuo per permettere la strapazzatura manuale. Questo metodo è il più veloce rispetto agli altri, ma determina una minor consistenza e cremosità del piatto ultimato.
Un'altra tecnica è invece la cottura a vapore della miscela di uova e burro tramite il beccuccio di una classica macchina per espresso.

## Consumo

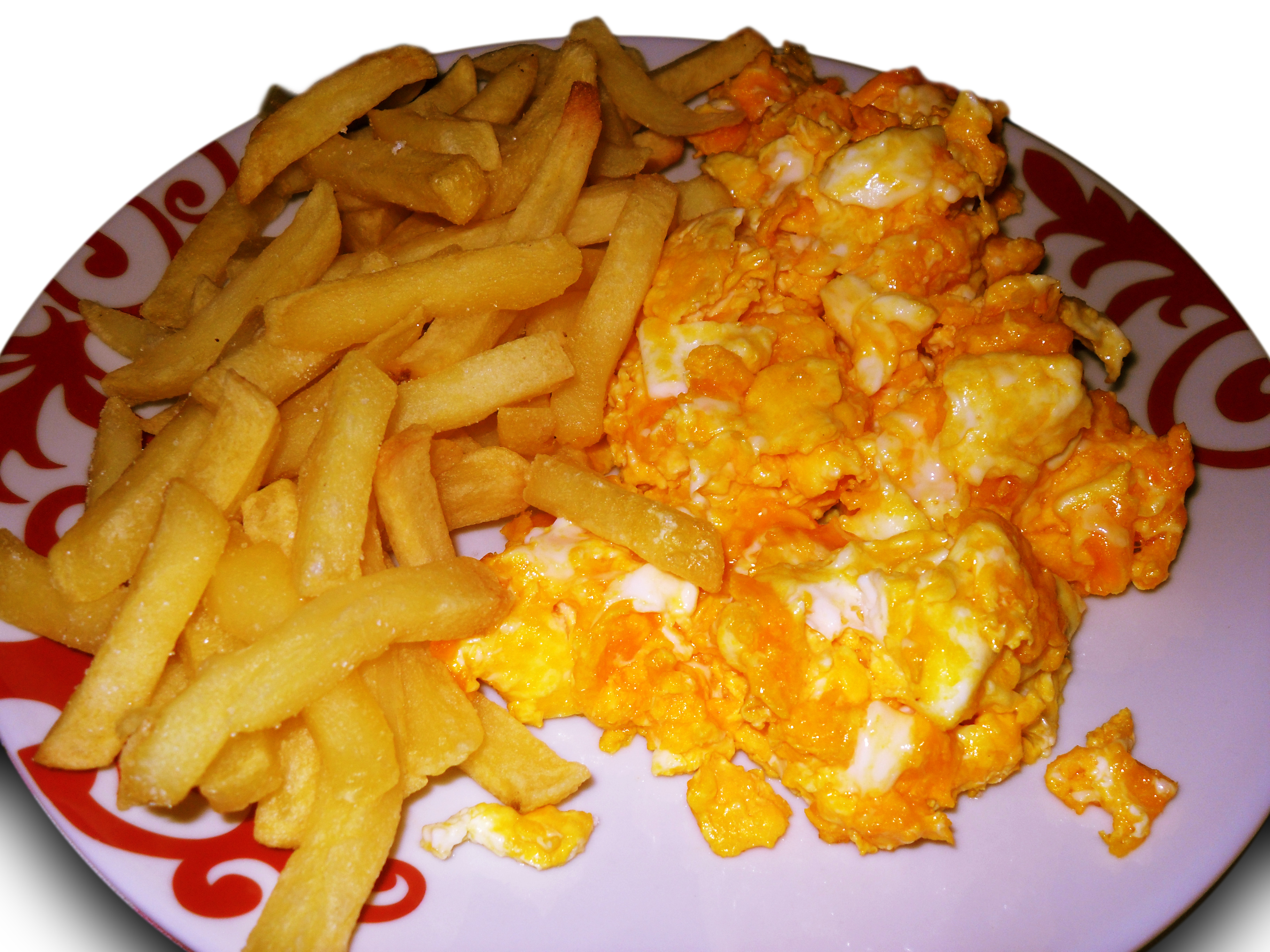
Uova strapazzate con patate fritte.

La cucina francese gourmet serve le uova strapazzate solitamente su un profondo piatto in argento, ma possono anche essere servite su una croustade, termine in lingua francese per indicare una sorta di piatto da portata edule ottenuto con la pasta sfoglia, ricavata da brioche scavate. Le uova strapazzate, soprattutto nei paesi anglosassoni, vengono consumate per colazione, accompagnate da toast, hash browns, pancake, bacon, prosciutto o salsicce. I condimenti più popolari con cui vengono servite le uova strapazzate sono in genere il ketchup, salsa chili o salsa Worcester.

## Varianti
- uova strapazzate à l'arlésienne - con polpa di zucchine e una fonduta di concentrato di pomodoro aromatizzato all'aglio, servite nel corpo scavato delle zucchine e cosparse di formaggio Parmigiano-Reggiano.
- uova strapazzate à l'américaine - in padella con pancetta affumicata, guarnite con fette di bacon arrostito e pomodori alla griglia.[3]
- uova strapazzate alla soia - mescolate alla salsa di soia, consumate solitamente assieme al congee.
- uova strapazzate con sujuk o pastırma (rispettivamente Sucuklu yumurta e Pastırmalı yumurta) - vengono mescolate al sujuk, una salsiccia di manzo turca, o alla pastırma, un tipo di bresaola turca. La cottura avviene in un "sahan"" con burro o olio d'oliva e, talvolta, pomodori. In Turchia e in Egitto si consuma solitamente come prima colazione.
- uova strapazzate con digüeñe - vengono fritte assieme alla Cyttaria espinosae, tipico fungo cileno.
- uova strapazzate migas - tipiche della cucina Tex-Mex, in cui vengono servite su una tortilla assieme a verdure o carne.